# Danmarks ambassade i Beograd
Danmarks ambassade i Beograd er Danmarks officielle repræsentation i Serbien. Derudover er ambassaden også ansvarlig for Montenegro, Bosnien-Hercegovina og Nordmakedonien. Ambassaden blev etableret i 1995 efter Jugoslaviens opløsning og etableringen af Republikken Serbien. Ambassaden ligger i centrum af Beograd og ledes af en ambassadør, der er udnævnt af den danske regering.
Ambassadens primære opgave er at fremme danske interesser i Serbien, herunder at styrke det politiske, økonomiske og kulturelle samarbejde mellem de to lande. Ambassaden bistår også danske virksomheder, der ønsker at etablere sig eller udvide deres virksomhed i Serbien.
Ambassaden tilbyder også konsulære tjenester til danske statsborgere, herunder pasudstedelse og assistance i nødsituationer. Ambassaden samarbejder tæt med de andre nordiske ambassader i Beograd.
Danmarks ambassade i Beograd blev oprettet efter genoptagelsen af de diplomatiske forbindelser mellem Danmark og Serbien i 1994. Forud for dette var Danmarks forbindelser til Serbien påvirket af krigen på Balkan i 1990'erne. I dag er Danmark og Serbien tættere samarbejdspartnere, og de har et godt forhold.

## Tidligere ambassadører
- Pernille Kardel,  ambassadør, 2024 - nu.

- Suzanne Shine, ambassadør, 2021 - 2024.

- Anders-Christian Hougor, ambassadør, 2017 - 2020.

- Morten Skovgor Hansen, ambassadør, 2015 - 2017.

- Mikael Borg-Hansen, ambassadør, 2013 - 2015.
- Mete Kewell Nielsen, ambassadør, 2007 - 2013.
- Ruben Madsen, ambassadør, 2002 — 2007.
- Hans Jaspersen, ambassadør, 1988 — 1992.
- Christian Frederik Kissum, ambassadør, 1985 - 1987.
- Hans Christensen, ambassadør, 1981 — 1985.
- Peter Michelsen, ambassadør, 1976 - 1980.
- Richard Wagner-Hansen, ambassadør, 1972 - 1976.
- Tige Dalgaard, ambassadør, 1968 - 1972.
- Gustav Melchior, ambassadør, 1960 - 1968.
- Karl Eskelund, ambassadør, 1958 — 1960.